# الهام هنری

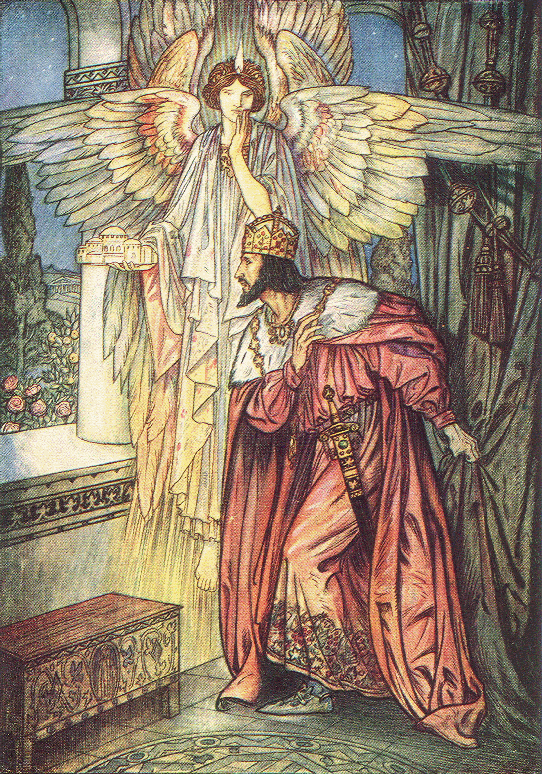
تصویر کتابی از الهام امپراتور بیزانس ژوستینیان برای ایاصوفیه. کلیسای جامع در جریان شورش سوخته بود. حالا جاستینیان یک ساختمان زیباتر می‌سازد.

الهام (از لاتین inspirare، به معنای "دمیدن") انفجار ناخودآگاه خلاقیت در یک هنر ادبی، موسیقی، یا تجسمی و دیگر تلاش‌های هنری است. این مفهوم هم در هلنییسم و هم در آیین عبری ریشه دارد. یونانیان معتقد بودند که الهام یا "شوق" از موزها و همچنین خدایان آپولو و دیونیزوس سرچشمه می‌گیرد. به‌طور مشابه، در ادیان نورس باستان، الهام از خدایان، مانند اودین سرچشمه می‌گیرد. الهام در شعر عبری نیز امری الهی است. در کتاب عاموس، پیامبر از غرق شدن صدای خدا و مجبور شدن به صحبت می‌گوید. در مسیحیت، الهام‌بخشی از روح‌القدس است.
در سدهٔ هجدهم، جان لاک، فیلسوف، مدلی از ذهن انسان را پیشنهاد کرد که در آن ایده‌ها با یکدیگر در ذهن تداعی یا طنین‌انداز می‌شوند. در سدهٔ نوزدهم، شاعران رمانتیک مانند کولریج و شلی بر این باور بودند که الهام از شاعر به این دلیل است که شاعر با «بادهای» (الهی یا عرفانی) هماهنگ بوده و روح شاعر می‌تواند چنین بینش‌هایی را دریافت کند. در آغاز سدهٔ بیستم، روانکاو زیگموند فروید معتقد بود که الهام را در روان درونی هنرمند قرار داده است. نظریه الهام کارل گوستاو یونگ، روان‌پزشک، نشان می‌دهد که هنرمند کسی است که با غریزه خلاق خود هماهنگ شده است که کهن‌الگوهای ذهن انسان را رمزگذاری می‌کند.
نظریه مارکسیستی هنر آن را بیان اصطکاک بین پایه اقتصادی و مواضع روبنایی اقتصادی، یا گفت‌وگوی ناآگاهانه ایدئولوژی‌های رقیب، یا بهره‌برداری از «شکاف» در ایدئولوژی طبقه حاکم می‌داند. در روان‌شناسی نوین، الهام‌بخشی اغلب مورد مطالعه قرار نمی‌گیرد، اما عموماً به عنوان یک فرایند کاملاً درونی دیده می‌شود.